# Diocesi di Livingstone
La diocesi di Livingstone (in latino: Dioecesis Livingstonensis) è una sede della Chiesa cattolica in Zambia suffraganea dell'arcidiocesi di Lusaka. Nel 2021 contava 98.918 battezzati su 474.885 abitanti. È retta dal vescovo Valentine Kalumba, O.M.I.

## Territorio
La diocesi comprende il distretto di Livingstone e parte di quello di Kazungula nella Provincia Meridionale e i distretti di Shang'ombo, Sioma, Sesheke, Mwandi e Mulobezi della Provincia Occidentale.
Sede vescovile è la città di Livingstone, dove si trova la cattedrale di Santa Teresa.
Il territorio si estende su 58.200 km² ed è suddiviso in 19 parrocchie, che fanno capo a tre decanati: Livingstone, Sesheke e Sioma.

## Storia
La prefettura apostolica di Victoria Falls fu eretta il 25 maggio 1936 con la bolla Quo in Rhodesiae Septentrionalis di papa Pio XI, ricavandone il territorio dalla prefettura apostolica di Broken Hill (oggi arcidiocesi di Lusaka).
Il 10 marzo 1950 la prefettura apostolica fu elevata a vicariato apostolico con la bolla Si qua enascens di papa Pio XII. Lo stesso giorno per effetto del decreto Cum in plenariis della Sacra Congregazione di Propaganda Fide acquisì il territorio del Dito di Caprivi, che precedentemente apparteneva al vicariato apostolico di Windhoek (oggi arcidiocesi). 
Il 25 aprile 1959 il vicariato apostolico è stato elevato a diocesi con la bolla Cum christiana fides di papa Giovanni XXIII.
Il 14 giugno 1997 ha ceduto una porzione del suo territorio a vantaggio dell'erezione della diocesi di Mongu.

## Cronotassi dei vescovi
Si omettono i periodi di sede vacante non superiori ai 2 anni o non storicamente accertati.
- Vincent Joseph Flynn, O.F.M.Cap. † (28 luglio 1936 - 10 marzo 1950 dimesso)
- Timothy Phelim O'Shea, O.F.M.Cap. † (24 maggio 1950 - 18 novembre 1974 dimesso)
- Adrian Mung'andu (18 novembre 1974 - 9 gennaio 1984 nominato arcivescovo di Lusaka)
- Raymond Mpezele (3 maggio 1985 - 18 giugno 2016 ritirato)
- Valentine Kalumba, O.M.I., dal 18 giugno 2016

## Statistiche
La diocesi nel 2021 su una popolazione di 474.885 persone contava 98.918 battezzati, corrispondenti al 20,8% del totale.
| anno | popolazione | popolazione | popolazione | presbiteri | presbiteri | presbiteri | presbiteri                | diaconi | religiosi | religiosi | parrocchie |
| anno | battezzati  | totale      | %           | numero     | secolari   | regolari   | battezzati per presbitero | diaconi | uomini    | donne     | parrocchie |
| ---- | ----------- | ----------- | ----------- | ---------- | ---------- | ---------- | ------------------------- | ------- | --------- | --------- | ---------- |
| 1950 | 3.428       | 358.000     | 1,0         | 20         |            | 20         | 171                       |         |           | 21        | 8          |
| 1970 | 51.869      | 562.000     | 9,2         | 44         |            | 44         | 1.178                     |         | 66        | 105       |            |
| 1980 | 57.399      | 554.000     | 10,4        | 34         | 2          | 32         | 1.688                     |         | 63        | 108       | 23         |
| 1990 | 87.906      | 776.000     | 11,3        | 62         | 11         | 51         | 1.417                     |         | 107       | 118       | 23         |
| 1999 | 52.501      | 348.432     | 15,1        | 35         | 9          | 26         | 1.500                     |         | 31        | 43        | 12         |
| 2000 | 53.610      | 355.758     | 15,1        | 30         | 10         | 20         | 1.787                     |         | 27        | 49        | 12         |
| 2001 | 56.532      | 410.503     | 13,8        | 29         | 10         | 19         | 1.949                     |         | 26        | 49        | 12         |
| 2002 | 68.828      | 410.672     | 16,8        | 35         | 14         | 21         | 1.966                     |         | 29        | 54        | 12         |
| 2003 | 67.828      | 411.346     | 16,5        | 41         | 18         | 23         | 1.654                     |         | 35        | 55        | 12         |
| 2004 | 69.810      | 419.060     | 16,7        | 34         | 14         | 20         | 2.053                     |         | 28        | 53        | 14         |
| 2007 | 74.558      | 431.000     | 17,2        | 32         | 11         | 21         | 2.329                     |         | 31        | 60        | 14         |
| 2013 | 91.711      | 496.000     | 18,5        | 31         | 15         | 16         | 2.958                     |         | 32        | 53        | 16         |
| 2016 | 95.539      | 443.836     | 21,5        | 36         | 17         | 19         | 2.653                     |         | 31        | 61        | 18         |
| 2019 | 97.507      | 449.300     | 21,7        | 34         | 16         | 18         | 2.867                     |         | 20        | 61        | 19         |
| 2021 | 98.918      | 474.885     | 20,8        | 35         | 19         | 16         | 2.826                     |         | 23        | 61        | 19         |